# Astigmatismo
En oftalmología y optometría, el astigmatismo (del griego ἀ-, "sin", y στιγμή, "punto") es un defecto ocular que se caracteriza porque existe una refracción diferente entre dos meridianos oculares, lo que impide el enfoque claro de los objetos. Generalmente se debe a una alteración en la curvatura anterior de la córnea. La córnea es la región transparente que se encuentra en el polo anterior del ojo y actúa como una lente a través de la cual pasa la luz que se enfoca sobre la retina en la parte posterior del ojo. La superficie de la córnea debe ser simétrica y regular en sus curvaturas, de no ser así se produce el astigmatismo.
En el ojo humano, el astigmatismo es frecuente en mayor o menor grado y suele asociarse a otros defectos de refracción, como miopía o hipermetropía. Puede corregirse mediante el uso de lentes cilíndricas.

## Etiología

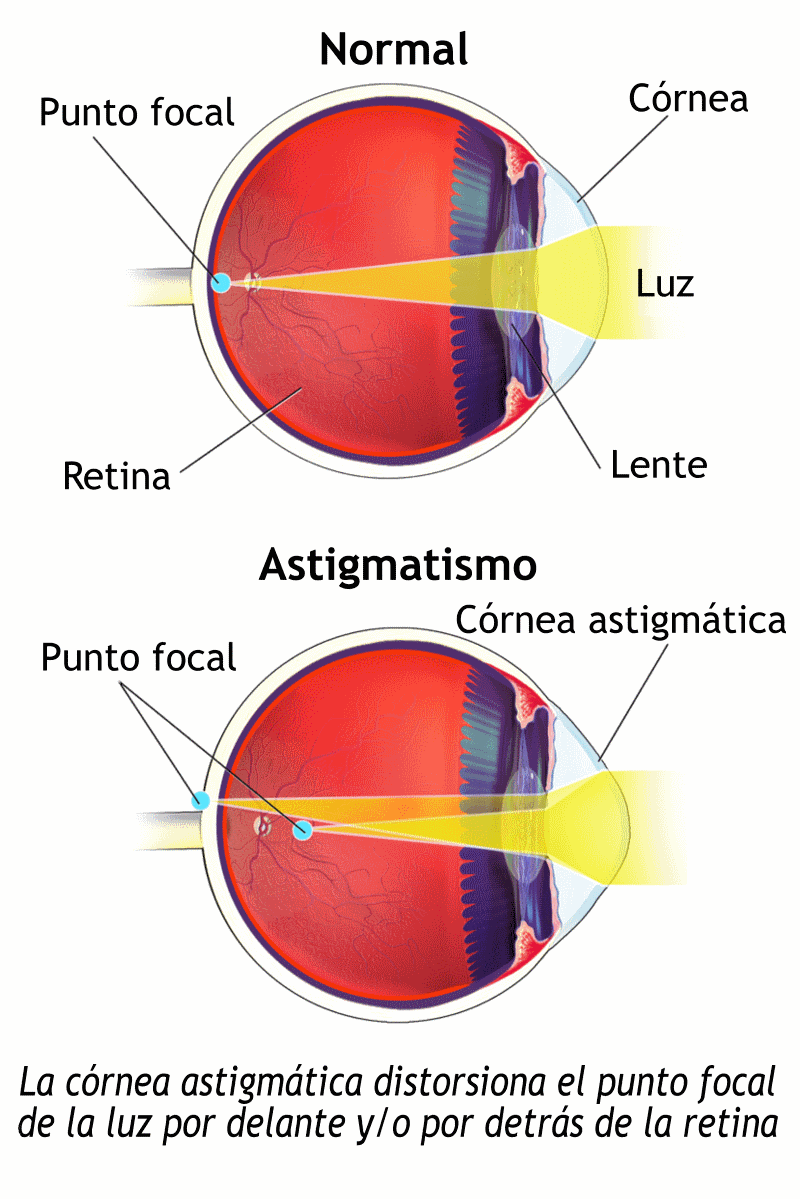

El astigmatismo es en general de origen congénito, está presente desde el nacimiento y se debe a una alteración en la curvatura anterior de la córnea; también puede estar ocasionado por una asimetría en la curvatura del cristalino. En ocasiones se origina en la vida adulta por intervenciones quirúrgicas oculares, como la cirugía de catarata, traumatismos o úlceras en la córnea.

## Cuadro clínico
Aunque puede no existir ninguna manifestación en los casos leves, en general los astigmatismos de hasta media dioptría suelen ser asintomáticos. Cuando el trastorno es importante, el síntoma principal consiste en disminución de la agudeza visual tanto para visión próxima como lejana, la visión es borrosa y los objetos se ven distorsionados. Puede existir dolor de cabeza y sensación de mareo, pues el ojo intenta compensar el defecto mediante la acomodación, con el consiguiente esfuerzo muscular. El astigmatismo casi siempre se presenta asociado a miopía o hipermetropía, por lo que los síntomas se superponen a los de estas afecciones.  En los niños, el astigmatismo que afecta únicamente a un ojo, y no se tratan, puede provocar una diferencia de agudeza visual importante entre los dos ojos. El niño utiliza únicamente el ojo de mayor capacidad, mientras que el contrario acaba por quedar anulado funcionalmente, aunque su estructura física permanezca intacta, fenómeno que se conoce como ojo  vago o ambliopía.

## Patogénesis

Esquema de astigmatismo en el que se puede observar que la luz procedente del punto P forma 2 focos en T1 y S1, debido a que existe refracción diferente en el meridiano horizontal y vertical

Las personas son capaces de ver con nitidez debido a que la parte anterior del ojo puede desviar la dirección de la luz y dirigirla hacia la superficie posterior de este órgano donde se encuentra la retina, fenómeno que se denomina refracción. Si los rayos de luz no se enfocan exactamente sobre la retina, las imágenes son borrosas. En el astigmatismo, cuando los rayos de luz atraviesan la córnea se forman dos focos o más, dando una imagen distorsionada.

## Clasificación
Pueden realizarse diferentes clasificaciones, dependiendo del criterio que se utilice.

### Grados
- Bajo: Mayor de 0,25 dioptrías y menor de 1.
- Medio: Mayor o igual a 1 dioptría y menor de 3.
- Alto: Mayor o igual a 3 dioptrías.

### Regular o irregular
- Astigmatismo regular es aquel en que los dos meridianos principales se sitúan en ángulo recto. Dentro de un meridiano la refracción es uniforme. Es el astigmatismo más habitual y se puede corregir con lentes.[10]
- Astigmatismo irregular. Los meridianos principales no se sitúan en ángulo recto uno respecto al otro y la curvatura de los mismos no tiene regularidad. Es más infrecuente y difícilmente se puede corregir con el empleo de lentes. Con frecuencia está originado por un queratocono o es secundario a lesiones, quemaduras o cicatrices de la córnea.

### Simple o compuesto
El astigmatismo regular puede dividirse  en dos grupos: simple y compuesto.
- Simple. El astigmatismo se produce cuando una de las líneas focales se sitúa sobre la retina y la otra, en cambio, lo hace delante o detrás de la misma. Por lo tanto un meridiano es emétrope y el otro no. Pueden existir dos combinaciones: 
  - Astigmatismo miópico simple: El meridiano vertical es miope y el horizontal emétrope.
  - Astigmatismo hipermetrópico simple: El meridiano vertical es emétrope y el horizontal hipermétrope.[2]

- Compuesto. Se llama así cuando ninguna de las dos líneas focales se sitúa sobre la retina, ninguno de los meridianos es emétrope. Son posibles 3 combinaciones:
  - Astigmatismo miópico compuesto: Los dos meridianos son miopes, pero con distinta graduación.
  - Astigmatismo hipermetrópico compuesto: Los dos meridianos son hipermétropes, pero con distinta graduación.
  - Astigmatismo mixto: Recibe este nombre cuando uno o más de los meridianos es miope y el otro hipermétrope.[2]

### Directo o inverso
- Astigmatismo directo. Cuando la CURVATURA más alta tiene lugar en el meridiano vertical y la más baja en el horizontal.
- Astigmatismo inverso. Contrariamente al anterior, la máxima CURVATURA ocurre en el meridiano horizontal y la más baja en el vertical.
- Astigmatismo oblicuo. Ocurre cuando el meridiano de graduación más alta no es el vertical ni el horizontal, pues está situado oblicuamente.

## Diagnóstico

Esfera astigmática

Simulación de la visión de una persona con astigmatismo, solo puede ver enfocadas las líneas en una sola dirección, a no ser que gire la cabeza

Para el diagnóstico del astigmatismo se emplea la esfera o abanico astigmático, que consiste en una lámina en la cual se representan una serie de líneas que forman un dibujo similar a la esfera de un reloj. Una persona con visión normal puede ver todas las líneas con igual nitidez. En cambio el paciente con astigmatismo observa algunas líneas borrosas. En el caso de que se trate de astigmatismo simple, la línea más nítida corresponde al meridiano emétrope o normal y la más borrosa al meridiano anómalo. Normalmente los dos meridianos principales se disponen en un ángulo de 90 grados.

## Tratamiento
- Gafas. La mayoría de las veces, esta deficiencia es corregida con el uso de lentes cilíndricas o esferotóricas cuando existe miopía o hipermetropía asociada.
- Lentes de contacto. Son también útiles, pero se deben colocar en el ángulo correcto. En el caso del astigmatismo irregular, los lentes de contacto rígidos suelen ser el único tratamiento no quirúrgico efectivo.
- La cirugía refractiva de la córnea mediante la utilización de láser excímer (LASIK EPILASIK y otras técnicas) es eficaz, principalmente en los astigmatismos moderados de hasta 4 dioptrías, sobre todo en los astigmatismos miópicos. Este tipo de cirugía ha reducido considerablemente los riesgos quirúrgicos, siendo altos los índices de operaciones exitosas. No obstante, a pesar de que los costos de la operación han disminuido considerablemente, siguen siendo elevados.
- Mini Queratotomia Radial Asimétrica (Mini Asymmetric Radial Keratotomy - M.A.R.K.). Es una técnica quirúrgica incisional indicada en ciertos casos de queratocono estadio I y II, evitando el uso de trasplante de córnea.[11][12][13]